# إنديانا جونز والآلة الجهنمية
إنديانا جونز والآلة الجهنمية هي لعبة فيديو أكشن ومغامرات من إنتاج لوكاس آرتز صدرت عام 1999. وهي أول جزء ثلاثي الأبعاد في السلسلة، وتركز طريقة اللعب فيها على حل الألغاز ومحاربة الأعداء واستكمال أقسام المنصات المختلفة. تدور أحداث القصة في عام 1947، بعد أحداث إنديانا جونز والعنقاء الحديدية، وتضع بطل الرواية الذي يحمل نفس الاسم، المغامر إنديانا جونز، في مواجهة الاتحاد السوفيتي. في سباق للحصول على مصدر طاقة بابلي أسطوري، ينضم إلى وكالة المخابرات المركزية ويجمع أربع قطع من الآلة الجهنمية، وهو جهاز قديم يُزعم أنه يفتح بوابة إلى بُعد آخر.
تم تصميم اللعبة وكتابتها وإخراجها بواسطة هال باروود ، الذي اعتبر امتياز إنديانا جونز مناسبًا تمامًا لنوع المغامرات والحركة. تم تطوير اللعبة في البداية لأنظمة تشغيل مايكروسوفت ويندوز، ثم تلقت لاحقًا منفذًا محسنًا لجهاز نينتندو 64 تم تطويره بالاشتراك مع فاكتور 5 وتم إصداره حصريًا في أمريكا الشمالية، بالإضافة إلى إصدار ثنائي الأبعاد لجهاز غيم بوي كولر الذي أنشأته هوتجن. تلقت اللعبة مراجعات إيجابية بشكل عام، حيث تم الإشادة بها لقصتها التفصيلية وتصميمات المستويات المتطورة، على الرغم من انتقادها على نطاق واسع لنظام التحكم غير القابل للإدارة.

## طريقة اللعب
اللعبة هي لعبة مغامرات وأكشن، وبالتالي فهي تتميز بمزيج من آليات اللعب المختلفة. يرى اللاعب إنديانا جونز من منظور الشخص الثالث ويتحكم فيه عبر 17 مستوى  من عالم ثلاثي الأبعاد متعدد الأضلاع بالكامل.  أحد العناصر المتكررة في اللعبة هي أقسام المنصات، والتي تتطلب مزيجًا من الجري والقفز والتسلق واستخدام سوط الثور الذي يتميز به بطل الرواية.  علاوة على ذلك، يتم مواجهة العديد من الأعداء من البشر والحيوانات والخارقين للطبيعة أثناء سير اللعبة، ويمكن للاعب محاربتهم بالعديد من الأسلحة النارية والسوط المذكور أعلاه والساطور.  بالإضافة إلى هذه العقبات، تركز اللعبة إلى حد كبير على حل الألغاز واكتشاف الكنوز. تتضمن بعض المستويات أجزاء ذات طابع مركبات مثل التجديف ورحلات الجيب ومطاردات عربات الألغام. الهدف الرئيسي من اللعبة هو جمع أربعة أجزاء من الآلة من أجل إكمال الآلة الجهنمية.

## حبكة
تدور أحداث اللعبة في عام 1947 وتصور عالم الآثار والمغامر إنديانا جونز وهو يعود إلى مسيرته في الحفر بعد مشاركته في الحرب العالمية الثانية.  صوفيا هابجود، صديقة جونز القديمة وعضو وكالة الاستخبارات المركزية،  تزوره في موقع الحفر الخاص به في كانيونلاندز، وتبلغه أن السوفييت يقومون بحفر أنقاض بابل.  بقيادة الدكتور جينادي فولودنيكوف، وهو عالم فيزياء مهتم بالأبعاد البديلة، هدف السوفييت هو العثور على سلاح أقوى من القنبلة النووية، مما يمنحهم ميزة حاسمة في الحرب الباردة. 
تستأجر صوفيا جونز للتحقيق في ما يبحث عنه السوفييت على وجه التحديد، ويسافر إلى موقع الحفر الخاص بهم في مملكة العراق. هناك، ينضم إلى رئيس صوفيا سيمون تيرنر ويكتشف أن فولودنيكوف يبحث عن الإله البابلي مردوخ الذي يعيش على مستوى آخر يسمى الأثيريوم. في أعماق أنقاض إيتيمينانكي، يترجم جونز الألواح المسمارية القديمة التي تكشف القصة الحقيقية وراء برج بابل: قبل 2600 عام، استوحى نبوخذ نصر الثاني من مردوخ بناء محرك عظيم، لكن البابليين الخائفين هدموا البرج الذي يضمه، مما دفع أربعة من تلاميذ الإله إلى الفرار ببعض أجزاء من هذه "الآلة الجهنمية".
ينطلق جونز في رحلة للعثور على أجزاء الآلة الأربعة قبل أن يفعل السوفييت ذلك، ويستردها من دير في جبال جمهورية كازاخستان الاشتراكية السوفيتية، وبركان نشط في بالاوان في الفلبين، ووادي أولمك في المكسيك، ومقبرة بالقرب من مروي في صحاري السودان. يواجهه فولودنيكوف وترنر اللذان يطالبانه بتسليم الأجزاء لأنهما يعتقدان أنها لن تكون آمنة مع الجانب الآخر. لا يثق في زملائه الأمريكيين، ولكنه يختار الشر الأقل، يعطي الأجزاء إلى صوفيا وترنر. يقول فولودنيكوف أنه ربما كان الأمر أفضل بهذه الطريقة، حيث سينتقم مردوخ من أولئك الذين دنسوا الآلة.
يعود جونز إلى غرفة الألواح في بابل، ويجد بوابة مفتوحة الآن تؤدي إلى مزيد من الأنقاض، إلى قلب الآلة الجهنمية. يلحق بصوفيا وترنر، الذي ينوي الأخير إقناع البعد الآخر بالتعاون مع الولايات المتحدة، ويستخدم أجزاء الآلة لتنشيط المحرك. يدفع تيرنر صوفيا غير الراغبة إلى قفص صوفي كوسيلة لإرسالها إلى الأثيريوم كسفيرة. لا يرى جونز أي طريقة أخرى سوى قتله لاستعادة جميع الأجزاء وإنقاذها. ومع ذلك، فإن الآلة المنشطة تنحرف عن مسارها، ويتم امتصاص جونز وصوفيا إلى بوابة تؤدي إلى البعد الآخر. هناك، يهزم مردوخ الشرير ويحرر صوفيا من قفصها. بعد هروبهم إلى بابل، استقبلهم فولودنيكوف، الذي كان فضوليًا لمعرفة ما إذا كانوا قد واجهوا الله على الجانب الآخر، وهو ما ينكره جونز. في المحادثة التي تلت ذلك، تبين أن الطبيب السوفييتي أقل تطرفًا مما كان مفترضًا، ويتجول الثلاثة نحو شروق الشمس بحثًا عن زجاجة فودكا جيدة. يرى مستوى المكافأة جونز يعود إلى المعبد البيروفي من افتتاح فيلم سارقو التابوت الضائع، ويكتشف صنمًا ذهبيًا آخر في غرفة سرية.